# Johann Georg Albini
Johann Georg Albini der Ältere, auch Albinus (* 6. Märzjul. / 16. März 1624greg. in Unternessa; † 25. Maijul. / 4. Juni 1679greg. in Naumburg (Saale)) war ein deutscher Schriftsteller und evangelischer Theologe der Barockzeit.

## Leben
Albini war der Sohn des Pfarrers Zacharias Albinus (latinisiert aus Weisse) und Urenkel Zacharias Selneckers. Als Albini elf Jahre alt war, starb sein Vater. Albini kam 1638 zu seinem Vetter Lucas Pollio, Diakon an St. Nikolaus in Leipzig. 1642 starb Albinis Mutter, ein Jahr später der Vetter; der Neunzehnjährige war auf sich allein gestellt. Der Hofprediger Sebastian Mitternacht nahm sich Albinis in Naumburg an; Albini verlor trotz der Schicksalsschläge nicht den Mut:
Ich habe mich als ein armer Geselle Tag und Nacht bemüht, etwas Ehrliches und Gründliches zu lernen, weil ich mich auf nichts als auf Gott und gute Leute, so mir allenthalben fortgeholfen, habe verlassen können.
1645 immatrikulierte er sich für das Theologiestudium in Jena, das er später in Leipzig fortsetzte. Neben dem Studium widmete er sich der Dichtkunst und arbeitete als Hauslehrer für die Kinder seines Schwagers, Bürgermeister Kühlwein. Nach einigen Zwischenstationen wurde er 1653 zum Rektor der Naumburger Domschule berufen. 1657 wurde er Hauptpastor der Naumburger Kirche St. Othmar und blieb es bis zu seinem Tod 1679. Die lateinische Inschrift, die seine Söhne auf seinem Grabstein einmeißeln ließen, lautet:
Cum viveret, moriebatur, et nunc cum mortuus vivit, quia sciebat, quod vita via sit mortis et mors vitae introitus.
Einer seiner Söhne ist der gleichnamige Barockdichter Johann Georg Albini der Jüngere.

## Werk

### Dichtungen
Albini verfasste zahlreiche geistliche Dichtungen sowie Versübertragungen aus dem Niederländischen und Lateinischen. Er wollte nach dem Vorbild der lateinischen Poesie der Jesuiten und der von ihr und der italienischen Literatur der Zeit beeinflussten Pegnitzschäfer den von ihm als zu trocken empfundenen Stil von Martin Opitz überwinden. Von seinen Kirchenliedern wurde vor allem Straf mich nicht in Deinem Zorn bekannt. Sein Werk war insgesamt geprägt von den erschütternden Erfahrungen des Dreißigjährigen Krieges.
Albini trat als Der Blühende in die Deutschgesinnte Genossenschaft des Philipp von Zesen ein. Johann Sebastian Bach benutzte Strophen Albinis in den Kantaten Wer weiß, wie nahe mir mein Ende? (BWV 27) und Der Friede sei mit dir (BWV 158), Klaus Huber vertonte 1957 Strophen Albinis als Des Engels Anredung an die Seele, eine Zwölftonkomposition.

### Gedichtbeispiel
Ein Beispiel für Albinis Gedichtstil:
Straf mich nicht in deinem Zorn (erste zwei Strophen)

Straf mich nicht in deinem Zorn,

Großer Gott, verschone;

Ach lass mich nicht sein verlorn,

Nach Verdienst nicht lohne.

Hat die Sünd dich entzündt,

Lass um Christi willen

Deinen Zorn sich stillen.

Herr: wer denkt im Tode dein,

Wer dankt in der Höllen?

Rette mich aus jener Pein

Der verdammten Seelen,

Dass ich dir für und für

Dort an jenem Tage,

Höchster Gott, Lob sage.

## Werke

### Lieder
- Alle Menschen müssen sterben. 1652 (vielleicht von Johann Rosenmüller[1] verfasst).
- Welt ade, ich bin dein müde. 1668.
- Straf mich nicht in deinem Zorn. 1675.

### Lyrik und Schauspiel
- Trauriger Cypressen Krantz. Auß den heiligen Fünff Wunden Jesus gebunden. Gedichte. 1650.
- Pardischer Nimffen Auffruck. Hochzeitsgedicht. Bauch, Leipzig 1652.
- Jüngstes Gerichte. In Gebundener Rede vorgestellet. Gedicht. Fuhrmann und Bauch, Leipzig 1653.
- Freude des Ewigen Lebens. Gedicht. Fuhrmann und Bauch, Leipzig 1653.
- Quaal der Verdammten. Gedicht. Fuhrmann und Bauch, Leipzig 1653.
- Eumelio. Poema dramaticum. Schauspiel. Müller, Naumburg, Freyschmidt, Jena 1657.
- Geistliche und Weltliche Gedichte. Fuhrmann und Köler, Leipzig 1659.
- Christ-Adeliches Margarethen-Hertze. Beerdigungsgedicht. Bauhofer, Jena 1670.
- Geistlicher geharnischter Kriegsheld. Beerdigungsgedicht. 1675.
- Schwartz-Traurende Moritz-Burg an der Elster. Beerdigungsgedicht. 1676.
- Zweyfaches Todten-Urthel. Über Der Gerechten Tod. Beerdigungsgedicht. Nisius, Jena 1677.
- Der himmelwandernden Philuranien Sterbeton. In: Sterbelieder der Freunde des Himmels. 1679.
- Fester Trost Wieder die Furcht des Todes. Beerdigungsgedicht. Müller, Jena 1680.

### Übersetzungen
- Jacob Cats: Des Königlichen Printzens Erofilos Hirten-Liebe. 1652.
- Salomons Engeddisches-Gartenlied. Nachdichtung des Hoheliedes. Fuhrmann und Bauch, Leipzig 1652.
- Hermann Hugo: Himmel-flammende Seelen-Lust. Müller und Humm, Frankfurt am Main 1675.